# Kepler-19
Kepler-19 è una stella di tipo solare situata nella costellazione della Lira, distante 650 anni luce dal sistema solare. Attorno alla stella orbitano due pianeti: Kepler-19 b è stato scoperto con il metodo del transito dal telescopio spaziale Kepler, mentre l'esistenza di Kepler-19 c, è stata dedotta dalle irregolarità osservate da Kepler dei transiti del pianeta b.

## Prospetto sul sistema

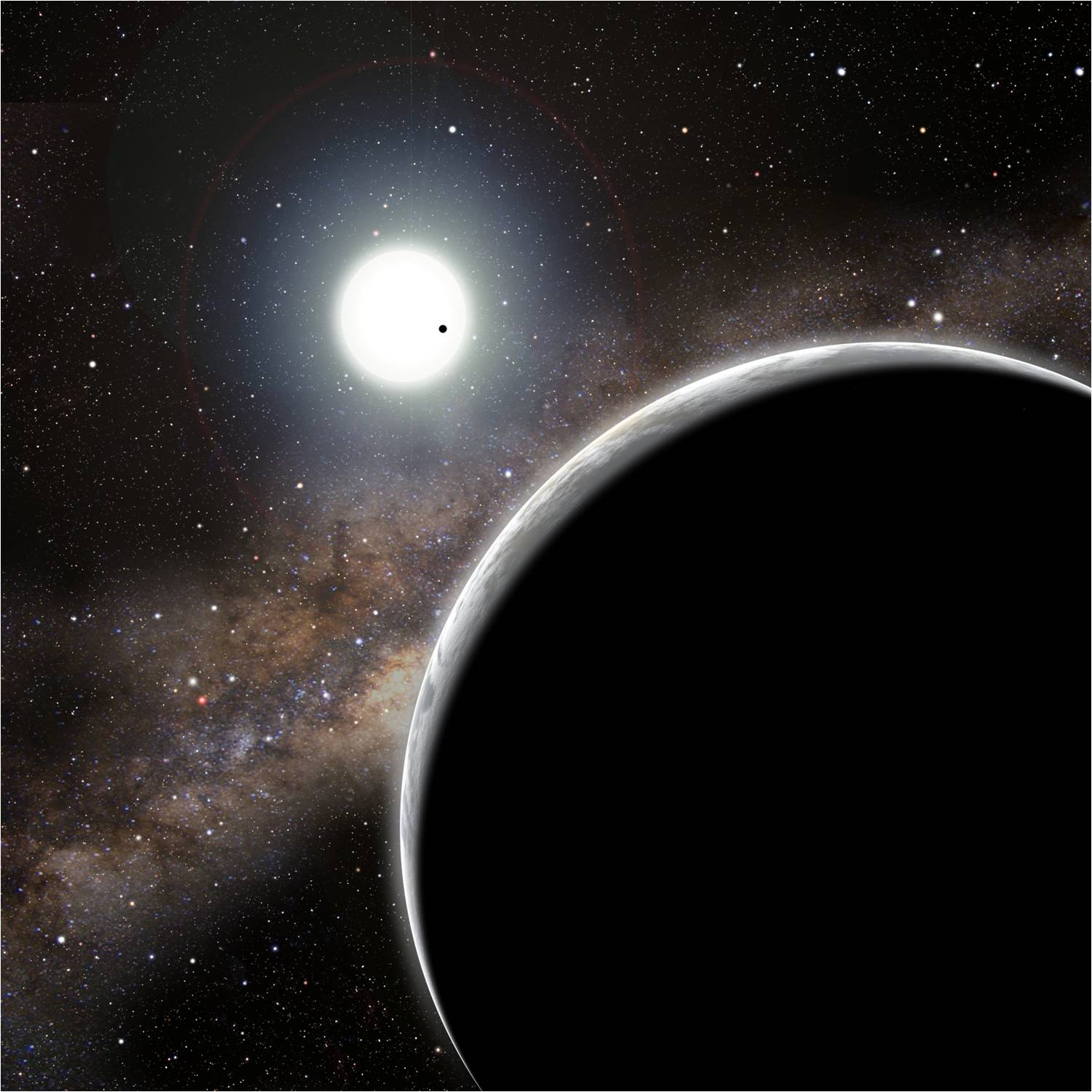
Un'immagine artistica di Kepler-19 vista dal Kepler-19 c; il pianeta b, più interno, è visibile transitare davanti alla stella.

Il pianeta più interno, Kepler-19 b, è stato scoperto con il metodo del transito nel 2011; orbita in prossimità della stella, ad appena 13 milioni di km di distanza media, ha un periodo orbitale di 9 giorni e 7 ore, e un diametro poco più del doppio di quello terrestre. Variazioni dei tempi di transito di questo pianeta hanno portato alla scoperta di un pianeta più esterno, Kepler-19 c, che ha una massa almeno 6 volte quella di Giove e un periodo orbitale massimo di 160 giorni. Infine, tramite lo spettrografo HARPS-N e con il metodo della velocità radiale, è stato scoperto nel 2017 un terzo pianeta più esterno, Kepler-19 d, anch'esso gigante gassoso che orbita in circa 63 giorni attorno alla stella. Lo stesso studio ha ridefinito le masse degli altri 2 pianeti: il più interno, di cui si conosce il raggio, è probabilmente costituito da un nucleo roccioso con una densa atmosfera di gas volatili esterna, e potrebbe quindi rientrare nella categoria dei mininettuno piuttosto che delle super Terre. Gli altri due pianeti, considerando le masse, sono invece dei giganti gassosi simili a Nettuno.
| Pianeta | Tipo            | Massa       | Raggio | Periodo orb. | Sem. maggiore | Eccentricità | Scoperta |
| ------- | --------------- | ----------- | ------ | ------------ | ------------- | ------------ | -------- |
| b       | Mininettuno     | 8,4±1,6 M⊕  | 2,2 r⊕ | 9,287 giorni | 0,085 UA      | 0,12         | 2011     |
| c       | Gigante gassoso | 13,1±2,7 M⊕ | -      | 28,7 giorni  | -             | 0,21         | 2011     |
| d       | Gigante gassoso | 20,3±3,4 M⊕ | -      | 63 giorni    | -             | 0,05         | 2017     |